# Mare Marginis
Mer Marginale

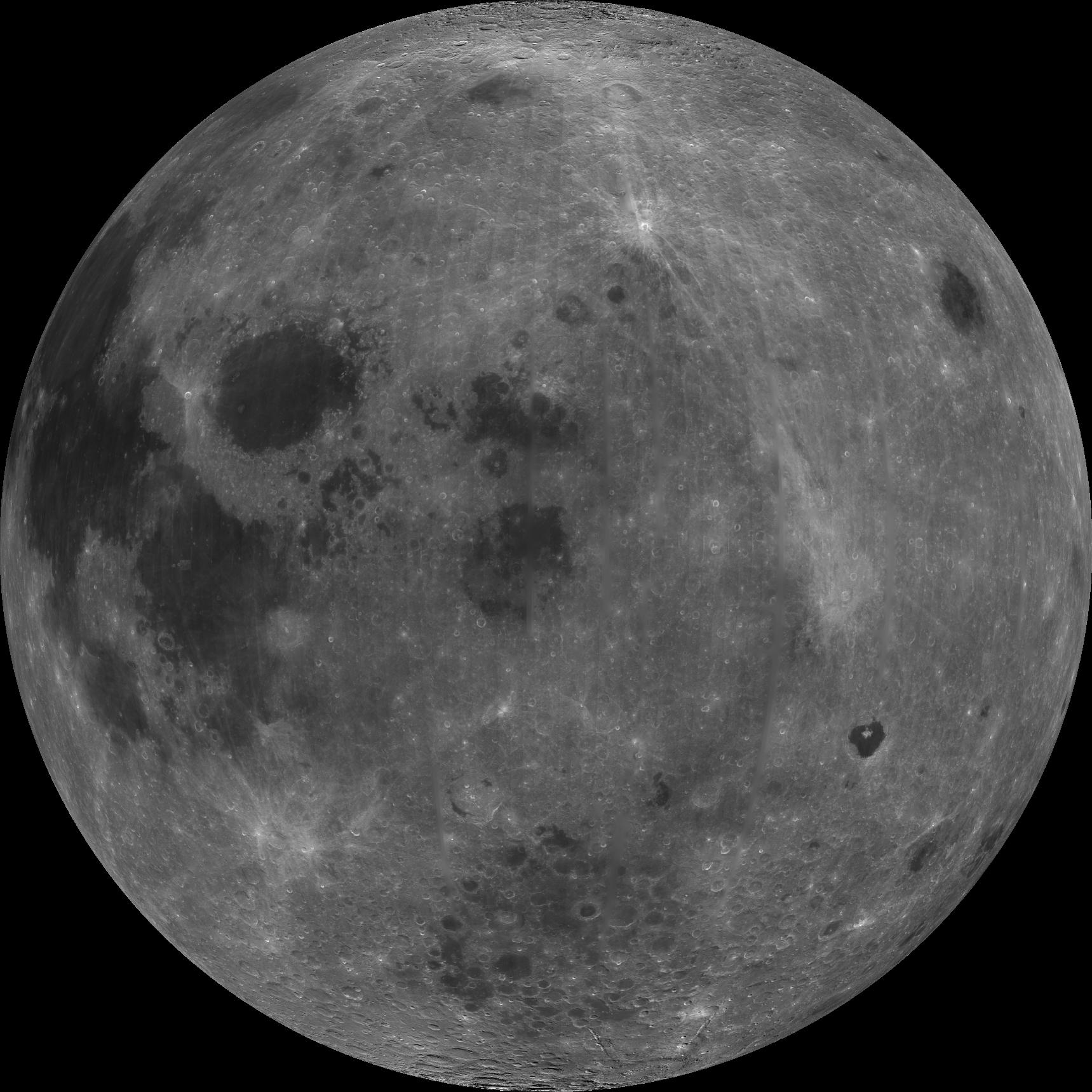
La lune, projection centrée sur 0° de latitude et 90° de longitude. La tache sombre au centre est Mare Smythii. Mare Marginis est juste au-dessus

Mare Marginis (la « mer du Bord » en latin) est une mer lunaire située en bordure de la face visible de la lune. Ses coordonnées sélénographiques sont 13,3° N et 86,1° E. Son diamètre est de 420 km.
Cette mer est différente de la plupart des autres mers de la face visible de la lune. Elle est irrégulièrement découpée et apparaît mince. Le cratère d'impact correspondant est probablement enterré sous 300  à   500 mètres de lave solidifiée. De plus, Mare Marginis n'est pas centrée sur un bassin d'impact clairement défini. Elle ressemble plus à une région de basse altitude où la lave a tout juste pu atteindre la surface du sol.
Les cratères principaux de cette région sont: Al-Biruni au Nord, Ibn Yunusau Sud-Est et Goddard au Nord-Ouest.
La surface de cette mer présente une région d'albédo élevé, similaire à Reiner Gamma dans l'Océan des Tempêtes et associée à un champ magnétique relativement élevé. Étant situé aux antipodes du bassin d'impact de Mare Orientale il est possible que sa présence soit due à cet impact. D'autres explications avancent un impact cométaire, un dégazage de gaz volcaniques, ou des marques dues à la protection du champ magnétique.
La cause précise de cette région à l'albédo élevé reste inconnue.